# Spadek w Polsce
Spadek w Polsce zgodnie z Kodeksem cywilnym zawiera prawa i obowiązki o charakterze prywatnoprawnym i majątkowym, z wyjątkiem tych, które są ściśle związane z osobą zmarłego oraz tych, które przechodzą z chwilą śmierci spadkodawcy na określone osoby nawet jeśli nie są one spadkobiercami.
Spadkobierca nabywa spadek z chwilą otwarcia spadku. Spadek otwiera się natomiast z chwilą śmierci spadkodawcy.

## Przykładowe prawa wchodzące w skład spadku
- prawa rzeczowe: własność, użytkowanie wieczyste, spółdzielcze własnościowe prawo do lokalu, zastaw, hipoteka.
- posiadanie (zob. zwłaszcza art. 176 § 2 Kodeksu cywilnego).
- zobowiązania: wierzytelności z umów i z bezpodstawnego wzbogacenia; stosunki zobowiązaniowe, których podmiotem był spadkodawca nie wygasają w chwili jego śmierci; roszczenia odszkodowawcze wchodzą do spadku również gdy wynikają ze szkody na osobie, z wyjątkiem prawa do renty, roszczenia o wyłożenie z góry sumy potrzebnej na leczenie i innych podobnych roszczeń ściśle związanych z osobą spadkodawcy.

## Obowiązki wchodzące w skład spadku
W skład spadku wchodzą obowiązki majątkowe, które określa się jako długi spadkowe lub pasywa spadku. Można je podzielić na:
- obowiązki, których podmiotem był spadkodawca,
- obowiązki związane z dziedziczeniem[4].

## Prawa i obowiązki wyłączone ze spadku
W skład spadku nie wchodzą następujące rodzaje praw i obowiązków:
- niemające charakteru prywatnoprawnego,
- niemające charakteru majątkowego,
- ściśle związane z osobą spadkodawcy (np. roszczenie o alimenty, z wyjątkiem zaległych rat alimentacyjnych),
- przechodzące na określone osoby niezależnie od tego, czy są one spadkobiercami (tzw. sukcesja syngularna):
  - suma pieniężna zgromadzona na rachunku bankowym — jeżeli posiadacz rachunku wskazał jakąś osobę[5]
  - stosunek najmu lokalu mieszkalnego — na rzecz osób najbliższych[6],
  - udziały spółdzielcze — jeżeli członek spółdzielni wskazał jakąś osobę[7],
  - inne, przewidziane przez ustawy.

## Rejestry Notarialne
Od marca 2009 roku istnieje stworzony przez Krajową Radę Notarialną centralny rejestr aktów poświadczeń dziedziczenia sporządzonych u notariusza. Za pośrednictwem strony http://www.rejestry.net.pl/?go=rapd możliwe jest wyszukiwanie zarejestrowanych poświadczeń.
W październiku 2011, serwis Rejestry Notarialne został uzupełniony o rejestr testamentów. Wyszukiwanie zarejestrowanych testamentów możliwe jest za pośrednictwem dowolnego notariusza.